# Tubulicrinis corneri
Tubulicrinis corneri är en svampart som beskrevs av Jülich 1979. Tubulicrinis corneri ingår i släktet stiftskinn och familjen Tubulicrinaceae.   Inga underarter finns listade i Catalogue of Life.